# Liris festinans praetermissus
Liris festinans praetermissus é uma subespécie de insetos himenópteros, mais especificamente de vespas pertencente à família Crabronidae.
A autoridade científica da subespécie é Richards, tendo sido descrita no ano de 1928.
Trata-se de uma subespécie presente no território português.